# 林登·约翰逊总统图书馆暨博物馆
林登·约翰逊总统图书馆暨博物馆（Lyndon Baines Johnson Library and Museum）是第36任美国总统林登·约翰逊的总统图书馆和博物馆，位于美国德克萨斯州的德克萨斯大学奥斯汀分校校园，是由国家档案和记录管理局管理的总统图书馆之一。图书馆内保存有4500万页历史档案。

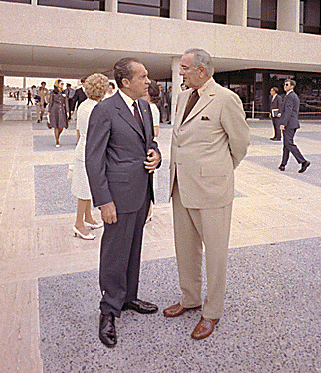
1971年尼克森總統和約翰遜總統出席落成典禮

林登·约翰逊总统图书馆暨博物馆于1971年5月22日揭幕，约翰逊和時任美國总统尼克松出席了仪式。